# 데니즈 포이리어
데니즈 포이리어(Denise Poirier)는 미국의 성우, 텔레비전 배우, 영화배우이다.
미국에서 태어났다.

## 영화
- 딥 다크 (2015년)
- 알렉산더 전기 - 시리즈 (1997년)
- 이온 플럭스 (1995년) - 이온 플럭스 목소리 역